# C/1811 F1
Grande comète de 1811
C/1811 F1, la grande comète de 1811, est une comète qui fut découverte par Honoré Flaugergues, astronome amateur et juge de paix, à Viviers, dans l'Ardèche (France), le 25 mars 1811. Visible pendant 9 mois à l'œil nu, et 17 mois avec instruments, elle est restée associée à une année d'excellents vins en Europe et au chef shawnee Tecumseh en Amérique du Nord.

## Caractéristiques
La période orbitale de la comète a été estimée à 3 095 ans ; 200 ans après son passage, elle se trouve à 171 ua du Soleil.
Lors de son passage de 1811, elle atteint le périhélie le 12 septembre. Visible à l'œil nu pendant plusieurs mois, elle atteint une magnitude voisine de 0. Selon les observations de William Herschel, elle déploie une queue s'étendant sur 25° de la voûte céleste le 6 octobre. Celui-ci note également que la queue est divisée en deux branches. Elle est visible avec des instruments optiques durant 17 mois, de la fin-mars 1811 à la mi-août 1812, avec des interruptions entre mi-juin et mi-août 1811 et entre mi-janvier et mi-juillet 1812 en raison de sa position par rapport au Soleil. Elle est également visible à l'œil nu jusqu'au début de l'année 1812.

## Histoire

### Découverte et observation scientifique
La comète est observée pour la première fois par Honoré Flaugergues depuis Viviers le 25 mars 1811, alors que celle-ci se trouvait encore à mi-chemin entre le Soleil et Jupiter.
L'astre était alors situé dans la constellation de la Poupe, bas sur l'horizon. Le 11 avril, l'astronome Jean-Louis Pons l'observe à son tour depuis Marseille sans être au courant de la découverte de Flaugergues. La chevelure de la comète est observée pour la première fois par Bode le 23 août.
42 astronomes ont publié des observations de la comète, depuis aussi bien l'Europe que l'Amérique du Nord, les Caraïbes, l'Afrique du Sud ou le Japon. La dernière répertoriée est due à l'astronome russe Vikenti Karlovitch Vichnevski le 17 août 1812 depuis le Caucase. Les caractéristiques de l'orbite sont dans un premier temps sous-estimées, la première évaluation par Flaugergues de sa période de révolution est de 510 ans, celle-ci est cependant vite corrigée notamment par Bessel qui donne une valeur supérieure à 3 300 ans. Les calculs sont affinés tout au long du XIXe siècle, une synthèse par Norbert Herz de plus de 900 observations aboutissant finalement en 1893 à une période de révolution de 3 094 ans, une valeur peu éloignée de celle qui fait consensus aujourd'hui.

### En Europe
Les caractéristiques extrêmement spectaculaires de la comète ont profondément marqué les contemporains. Sa conjonction avec une vague de chaleur inédite a suscité des inquiétudes de fin du monde, dont on trouve des échos dans la littérature de l'époque, même beaucoup plus tard, et dans des ouvrages aussi inattendus que par exemple la Physiologie du goût de Brillat-Savarin, pourtant publiée seulement en 1825, soit 14 ans plus tard. Par la suite, Léon Tolstoï la décrit dans Guerre et Paix comme un mauvais augure.

Dessins d'époque représentant des observateurs de la comète.
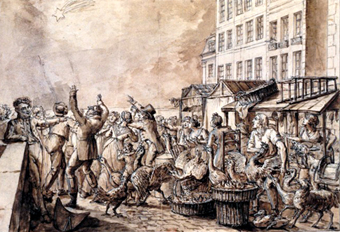
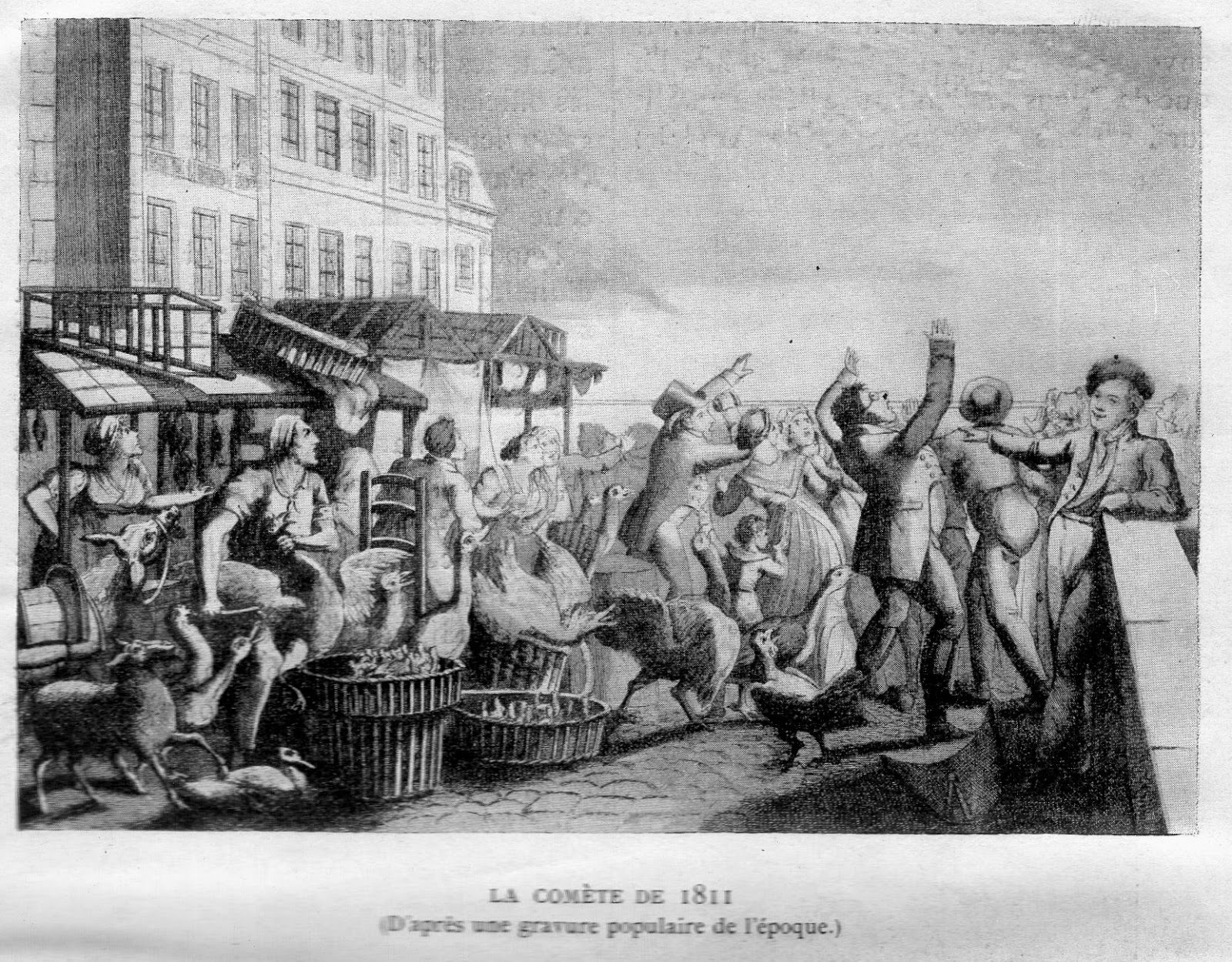
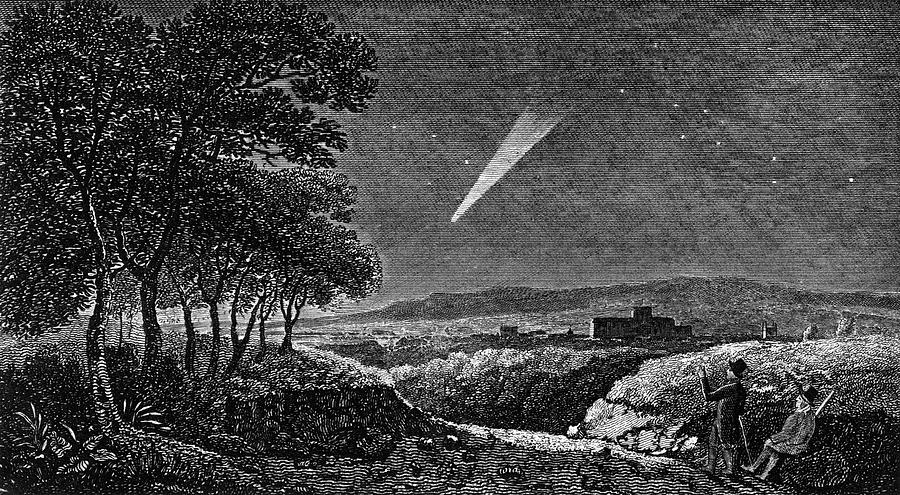

#### Les vins de la comète
Corrélativement, 1811 est une année viticole exceptionnelle. Le passage de la comète au périhélie coïncidant avec la période des vendanges, plusieurs vins sont baptisés Vin de la Comète. Le dessin d'une étoile chevelue apparaît sur les bouchons et les étiquettes des bouteilles de champagne.

#### La comète et Napoléon
L'astre est aussi appelé Comète de Napoléon.
En effet Napoléon est né une semaine après le passage de la grande comète de 1769, ce que Charles Messier rappelle dans un mémoire publié en 1808, et son fils Napoléon II est né cinq jours avant la première observation par Flaugergues de la comète de 1811. De plus la période de la comète est rapidement estimée à environ 3 000 ans, ce qui implique que son dernier passage a eu lieu à l'époque de l'Égypte antique dont la redécouverte commence tout juste à la suite de la campagne d'Égypte dix ans plus tôt. Ce passage à l'apogée du Premier Empire et ces coïncidences font qu'en France la comète est à l'époque vue comme un heureux présage, et ce jusqu'à l'échec de la campagne de Russie.
Chateaubriand écrit dans ses Mémoires d'outre-tombe : "Qui l'étrangère égarée dans notre univers cherchait-elle? à qui adressait-elle ses pas dans le désert du ciel ?. (Liv. XXII, ch.1).

### En Amérique
Le passage de la comète est visible depuis l'Amérique du Nord où il est observé par plusieurs tribus amérindiennes dont les Shawnees, qui vivent à cheval sur les territoires des actuels États de l'Oklahoma et de l'Indiana. Le chef shawnee Tecumseh et son frère Tenskwatawa s'opposent à cette période au gouvernement des États-Unis et cherche à fédérer les tribus indiennes. Dans ces circonstances, Tenskwatawa prédit en 1811 la venue d'un météore, prélude à de graves cataclysmes. Cette prédiction trouve un écho quelques mois plus tard avec l'apparition de la comète puis le séisme de fin 1811, d'une magnitude estimée à 8 sur l'échelle de Richter, qui détruit la ville de New Madrid. La guerre de Tecumseh a lieu au même moment. Ces événements restent associés au passage de la comète, si bien que les Shawnees font frapper une pièce le commémorant deux siècles plus tard.